# Isocoma
Isocoma é um género botânico pertencente à família Asteraceae.